# Madeleine Bourdouxhe
Madeleine Bourdouxhe, née à Liège le 25 septembre 1906 et morte à Bruxelles le 17 avril 1996, est une écrivaine belge.

## Biographie
Madeleine Bourdouxhe est l'aînée d'un couple de Liégeois, dont son père Julien qui travaille dans l'industrie et fondera une entreprise de machines-outils. Elle grandit à Grivegnée. Son enfance est marquée par l'exil en France lors de la Première Guerre mondiale, qui fait qu'elle est scolarisée un temps à Paris. À la fin du conflit, ses parents reviennent à Liège puis partent pour Bruxelles.
En 1927, après des études de philosophie à l'Université libre de Bruxelles, elle épouse le mathématicien Jacques Muller. Ensemble, ils fréquentent les milieux surréalistes de Bruxelles et se lient, à la fin de la guerre, avec Simone de Beauvoir et Jean-Paul Sartre.
Elle vit un temps à Paris où les cercles littéraires l'accueillent avec enthousiasme. Elle est découverte par Jean Paulhan, qui fait publier son premier roman, La Femme de Gilles, par Gallimard en 1937.
Elle s'engage dans le soutien aux Républicains espagnols. Lorsque la Belgique est de nouveau envahie par les Allemands, la famille se réfugie en France libre, avec leur bébé Marie née à ce moment-là. Madeleine Bourdouxhe s'implique dans la résistance à l'occupant, notamment en portant chez Paul Éluard des feuillets anti-nazis ou en abritant une femme juive. Elle s'oppose à toute forme de collaboration, refuse d'être publiée par des éditeurs sous tutelle nazie. Elle publie ainsi deux récits chez des éditeurs bruxellois indépendants : À la recherche de Marie (chez Libris en 1943) et Sous le pont Mirabeau (chez Lumière en 1944).
Après la guerre, Jean-Paul Sartre publie Les Jours de la femme Louise dans les Temps modernes, et Simone de Beauvoir analyse À la recherche de Marie dans Le Deuxième sexe. Madeleine Bourdouxhe publie ensuite des nouvelles ou des extraits de romans dans différentes revues : La Nouvelle Revue française (Paris), Empédocle (Paris), Atlantic (Boston), Monde nouveau (Bruxelles).
En 1956, Gallimard refuse Mantoue est trop loin, ce qui la blesse et la pousse à se détourner du monde de l’édition. Il faudra attendre 2019 pour qu’il soit publié de manière posthume par les Éditions Névrosée.
En 1964, elle devient secrétaire perpétuelle de la Libre Académie de Belgique, qui se démarque de l'Académie officielle.
Elle meurt à Bruxelles, le 17 avril 1996.
Elle a écrit assez peu de livres : cinq romans dont deux seulement (La Femme de Gilles et À la recherche de Marie) ont été publiés de son vivant, mais est reconnue comme un très grand écrivain en France, en Belgique et ailleurs.
À l'occasion de la réédition de La Femme de Gilles en 1985 par les éditions Labor, elle est découverte par un public plus large et, plus spécifiquement, par le courant féministe. Depuis les années 2000, ils sont à nouveau réédités, notamment par Actes Sud.
Ses livres ont été traduits dans de nombreuses langues, notamment en anglais, en espagnol et en allemand, mais également en danois, en norvégien et en lituanien.
Sa petite-fille, Nadia Benzekri, réalise en 2004, le documentaire Une lumière dans la nuit. Un portrait de Madeleine Bourdouxhe.

## Œuvres
- Vacances, inédit, 1935
- La Femme de Gilles, Paris, Éditions Gallimard, 1937, 221 p. (BNF 31856153)
- À la recherche de Marie, Bruxelles, Belgique, Éditions Libris, 1943, 218 p. (BNF 31856152), qu'elle a d'abord refusé de céder à une maison d'édition contrôlée par les nazis.
- Sous le pont Mirabeau, Paris, Éditions Lumière, 1944, 67 p. (BNF 37019187)
- Sept Nouvelles, Paris, Éditions Tierce, 1984, 156 p.  (ISBN 2-402-41729-3)
- Wagram 17-42, Marie attend Marie, Paris, Éditions Tierce, 1989, 106 p.  (ISBN 2-903144-50-8)
- Mantoue est trop loin, Uccle, Belgique, Éditions Névrosée, 2019, 210 p.  (ISBN 978-2-931048-16-0)

## La Femme de Gilles(1937)
Œuvre qui fit la renommée de l'auteur, qui enthousiasma Jean Paulhan et fut saluée par Simone de Beauvoir, La Femme de Gilles est un roman sur la jalousie et l'amour absolu qui mène à l'oubli de soi. Il a été adapté au cinéma en 2004 par Frédéric Fonteyne et au théâtre par le Théâtre en Compagnie en 1995.

### Synopsis
Élisa, la femme de Gilles, ouvrier sidérurgiste, ne vit que pour l'amour et au service de son mari. Le jour où Gilles est séduit par sa jeune sœur, Élisa souffre en silence. Son amour reste entier et elle croit pouvoir être la plus forte. Victorine n'est qu'une jeune écervelée volage et Gilles lui reviendra un jour. Longtemps après avoir perdu Victorine, Gilles se rend compte un jour qu'il ne l'aime plus, mais également qu'il n'y a plus d'amour en lui, « C'est comme s'il ne se passait rien autour de moi » dit-il à Élisa. Élisa perd toute raison de vivre.